# Kelly Marie Tran
Kelly Marie Tran, född 17 januari 1989 i San Diego i Kalifornien, är en amerikansk skådespelare. Hon blev känd för sin roll Rose Tico i Star Wars: The Last Jedi och The Rise of Skywalker. År 2021 gjorde hon rösten för Raya i den animerade filmen Raya och den sista draken.

## Biografi
Kelly Marie Trans föräldrar immigrerade från Vietnam till USA. Tran började sin utbildning vid olika teatrar i hemstaden. Hon var också medlem i skådespelarklassen "Lesly Kahn and Co".
Efter lanseringen av The Last Jedi i december 2017 utsattes Tran för rasistiska och sexistiska attacker på internet, inklusive förolämpningar om hennes etnicitet och vikt. Hennes karaktär Rose Ticos sida på Wookieepedia, ett onlineuppslagsverk om Star Wars-universumet, saboterades med rasistiska och vulgära kommentarer. Efter månader av trakasserier raderade Tran alla sina inlägg på Instagram i juni 2018, och uppdaterade sin biografi till "Rädd, men gör det ändå." Flera av Trans kollegor engagerade sig till stöd för Tran och under San Diego Comic-Con 2018 dök fans upp i cosplay-kläder som Rose Tico eller bar "Rose for Hope"-t-shirts. Den 21 augusti 2018 publicerade Tran en artikel i The New York Times med titeln "Kelly Marie Tran: I Won't Be Marginalized by Online Harassment". Tran sa senare att artikeln var "förmodligen ett av de stoltaste ögonblicken i [hennes] karriär hittills".

## Filmografi (i urval)
- 2014 – Om en pojke (TV-serie)
- 2013–2015 – Ladies Like Us (TV-serie)
- 2014–2016 – CollegeHumor Originals (TV-serie)
- 2014–2016 – Gortimer Gibbon's Life on Normal Street (TV-serie)
- 2017 – Star Wars: The Last Jedi
- 2018 – Star Wars: Forces of Destiny (TV-serie) (röst)
- 2018–2019 – Sorry for Your Loss (TV-serie)
- 2019 – Star Wars: The Rise of Skywalker
- 2021 – Raya och den sista draken (röst)